# زابینه دهنه
زابینه دهنه (آلمانی: Sabine Dähne; ۲۷ فوریهٔ ۱۹۵۰) قایقران روئینگ زن اهل آلمان شرقی بود.
وی در مسابقات کشوری و بین‌المللی در مجموع برندهٔ ۳ مدال طلا، ۴ مدال نقره، ۱ مدال برنز شده‌است.